# Choeroichthys suillus
Choeroichthys suillus és una espècie de peix de la família dels singnàtids i de l'ordre dels singnatiformes.

## Morfologia
- Els mascles poden assolir 6,8 cm de longitud total.[1][2]

## Reproducció
És ovovivípar i el mascle transporta els ous en una bossa ventral, la qual es troba a sota de la cua.

## Hàbitat
És un peix marí de clima tropical i associat als esculls de corall que viu entre 0-14 m de fondària.

## Distribució geogràfica
És un endemisme del nord d'Austràlia: des d'Austràlia Occidental fins a Queensland i l'Illa McCluer (Territori del Nord).